# Andy Barr

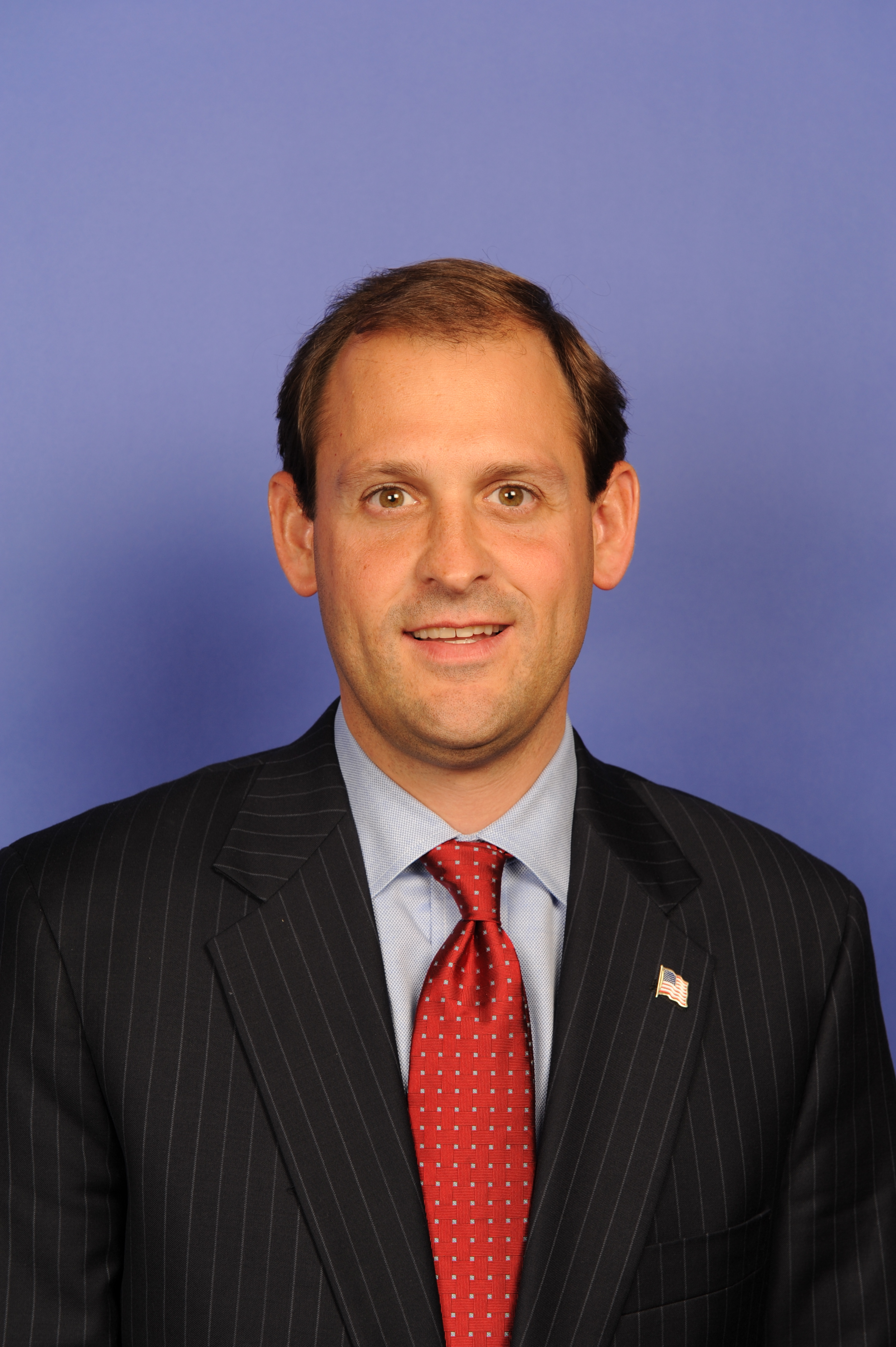
Andy Barr (2013)

Garland Hale „Andy“ Barr IV (* 24. Juli 1973 in Lexington, Kentucky) ist ein US-amerikanischer Politiker der Republikanischen Partei. Seit 2013 vertritt er den Bundesstaat Kentucky im US-Repräsentantenhaus.

## Werdegang
Andy Barr besuchte bis 1992 die Henry Clay High School in seiner Heimatstadt Lexington und studierte danach bis 1996 an der University of Virginia in Charlottesville. Nach einem Jurastudium an der University of Kentucky und seiner 2001 erfolgten Zulassung als Rechtsanwalt begann er in einer Kanzlei in diesem Beruf zu arbeiten. Noch während seiner Studienzeit war er für US-Senator Mitch McConnell und das Republican National Committee tätig. Danach gehörte er zum Stab des Kongressabgeordneten Jim Talent aus Missouri. Später war er Mitarbeiter von Gouverneur Ernie Fletcher. Er war aber nicht in die Skandale rund um diesen Gouverneur verwickelt. Später unterrichtete er an der University of Kentucky Verfassungsrecht.
Im Jahr 2010 kandidierte er noch erfolglos gegen den demokratischen Mandatsträger Ben Chandler im sechsten Kongresswahlbezirk Kentuckys für das US-Repräsentantenhaus. Ihn trennten nur 600 Stimmen oder weniger als ein Prozent von einem Sieg. Bei der Wahl 2012 trat Barr erneut gegen Chandler an und siegte diesmal mit 4 Prozent bzw. 11.000 Stimmen Vorsprung. Am 3. Januar 2013 trat er somit Chandlers Nachfolge im US-Repräsentantenhaus in Washington, D.C. an. Bei der Wahl 2014 verteidigte Barr sein Mandat mit einem Stimmenvorsprung von 20 Prozent. Bei der Wahl 2016 wurde er bestätigt und gehörte dem 115. Kongress der Vereinigten Staaten an. Sein Mandat liet bis zum 3. Januar 2019. Er trat bei der Wahl 2018 wieder für die Republikaner an. Dabei hat er in der Demokratin Amy McGrath, die als erster weiblicher Pilot in einem Kampfeinsatz hohes Renommee hatte und den von der Parteiführung geförderten, populären Bürgermeister von Lexington bei der Vorwahl im Mai 2018 mit einem Anti-Establishment-Wahlkampf schlug, eine ernstzunehmende Konkurrentin. Er gewann diese Wahl mit 51 % und auch die von 2020 mit 57,3 %, die von 2022 mit 62,7 % und zuletzt die Kongresswahl 2024 mit 63,4 %. Barr kann damit sein Amt bis heute ausüben. Seine neue Legislaturperiode im Repräsentantenhaus des 119. Kongresses läuft bis zum 3. Januar 2027.
Andy Barr ist verwitwet und Vater zweier Töchter. Seine Frau starb im Juni 2020 im Alter von 39 Jahren.

## Belege
1. ↑  Rae Hodge: Meet the Republican Mitch McConnell Called a “Pathological Liar”: How Gov.-elect Matt Bevin Decimated Kentucky Democrats. In: Salon.com, 4. November 2015 (englisch).
2. ↑  Ungewöhnlicher Sieg in einem ungewöhnlichen Wahljahr in Kentucky. In: Der Standard, 23. Mai 2018.
3. ↑  Andy Barr in der Ballotpedia
4. ↑  Christine Hauser:  Eleanor Carol Leavell Barr, Wife of Kentucky Congressman, Dies at 39 In: The New York Times, 17. Juni 2020 (englisch)

| Personendaten    | Personendaten                           |
| ---------------- | --------------------------------------- |
| NAME             | Barr, Andy                              |
| ALTERNATIVNAMEN  | Barr, Garland Hale (vollständiger Name) |
| KURZBESCHREIBUNG | US-amerikanischer Politiker             |
| GEBURTSDATUM     | 24. Juli 1973                           |
| GEBURTSORT       | Lexington, Kentucky                     |